# Wang Nan
Wang Nan (en xinès: 王楠; en pinyin:Wáng Nán) (Fushun, República Popular de la Xina 1978) és una jugadora de tennis de taula xinesa, considerada una de les millors de la història pel seu palmarès: cinc medalles olímpiques i 16 títols mundials.

## Biografia
Va néixer el 23 d'octubre de 1978 a la ciutat de Fushun, població situada a la província de Liaoning.

## Carrera esportiva
Va participar, als 21 anys, en els Jocs Olímpics d'Estiu del 2000 realitzats a Sydney (Austràlia), on va aconseguir guanyar la medalla d'or en les proves individuals i de dobles, en aquesta última prova fent parella amb Li Ju. En els Jocs Olímpics d'Estiu de 2004 realitzats a Atenes (Grècia) aconseguí revalidar el seu títol de dobles, en aquesta ocasió fent parella amb Zhang Yining, si bé en aquests Jocs només pogué ser cinquena en la prova individual. En els Jocs Olímpics d'Estiu de 2008 realitzats a Pequín (Xina) aconseguí guanyar la medalla de plata en la prova individual i la medalla d'or en la prova per equips, prova substitutòria de la prova per parelles.
Al llarg de la seva carrera ha guanyat 16 títols del Campionat del Món de tennis de taula, 6 per equips, 3 en individuals, 5 en dobles i 1 en dobles mixts.